# Горб-Ромашкевич Феодосій Косьмич
Феодосій Косьмич (Кузьмич) Горб-Ромашкевич (пол. Feodosìj Kos'mič(cz)(Kuz'mič(cz)) Gorb-Romaszkiewicz (Gorb-Romaškevič); 11 січня (23 січня) 1857, м. Лохвиця Полтавської губ. — 2 листопада (15 листопада) 1907, с. Березівка, Прилуцького повіту Чернігівської губернії) — український та російський правознавець і економіст, доктор фінансового права з 1901 р., професор з 1892 р.
Навчався у Ніжинській гімназії вищих наук при Юридичному ліцеї князя Безбородька. У 1874–1878 рр. студіював право на юридичному факультеті Київського університету Святого Володимира; у 1878 р. брав участь у студентських нелегальних зібраннях, через що був відрахований, згодом перевівся на юридичний факультет Харківського університету, який закінчив 1880 року зі ступенем кандидата прав. У 1883–1885 рр. був залишений в університеті для підготовки до професорського звання (під керівництвом проф. К. К. Гаттенбергера).
У вересні 1886 р. призначений в. о. доцента кафедри фінансового права юридичного факультету Варшавського університету. У 1886–1887 рр. слухав лекції в Берліні та Парижі. З 1887 р. і до кінця життя працював на кафедрі фінансового права Варшавського університету: 1892 р. (після захисту магістерської дисертації «Поземельный кадастр» у Харківському університеті) був затверджений екстраординарним, а 1901 р. (після захисту докторської дисертації у Київському університеті) — ординарним професором; у 1905—7 рр. призначався деканом юридичного факультету.

## Основні праці(рос.)
- Горб-Ромашкевич Ф. К. Поземельный кадастр. Ч. І. — Варшава: Тип. учеб. округа, 1892. — 282 с.
- Горб-Ромашкевич Ф. К. Поземельный кадастр. Ч. ІІ. — Варшава, 1900. — 776 с.
- Горб-Ромашкевич Ф. К. Поземельный налог в практике западно-европейских континентальных государств: Речь, составленная для торжественного акта в Императорском Варшавском Университете. — Варшава: Типография Варшавского Учебного Округа, 1901. — 44 с.
- Горб-Ромашкевич Ф. К. Лекции по истории, теории и практике оценки недвижимых имуществ, читанных служащим в статистическом бюро полтавского губ. земства // Приложение № 8 к журналу «Хуторянинъ». — Полтава: Типо-Литография Губернского правления, 1902. — 47 с.